# TSV Fortuna Sachsenross
Der TSV Fortuna Sachsenross (offiziell: Turn- und Sportverein Fortuna Sachsenross von 1891 e. V.) ist ein Sportverein aus Hannover. Der Verein ist im Stadtteil Sahlkamp beheimate, bietet die Sportarten Fußball und Pétanque an und hat etwa 400 Mitglieder. In den späten 1980er Jahren und 1990er Jahren wurde der Verein bundesweit durch die heute nicht mehr existierende Frauenfußballabteilung bekannt, die von 1990 bis 1997 in der Bundesliga spielte. Die erste Männermannschaft spielte von 2002 bis 2007 in der Niedersachsenliga.

## Geschichte
Der TSV Fortuna Sachsenross entstand am 2. September 1971 durch die Fusion des TSV Fortuna Hannover mit dem Turnerbund Sachsenroß Hannover. Letzterer Verein wurde am 1. August 1891 gegründet. Die fußballerischen Wurzeln der Fortuna reichen mindestens auf das Jahr 1924 zurück, als sich die Fußballer der dem Arbeitersport angehörenden Freien Turnerschaft Hannover, Abteilung List unter dem Namen Freie Sportvereinigung Wacker Hannover abspalteten. Der Gleichschaltung im Nationalsozialismus begegneten die Aktiven nach dem Verbot des Vereins mit dem Beitritt zur Betriebssportgemeinschaft der Wasserwerke, die sich in Fortuna von 1933 umbenannte.
Am 27. Januar 1946 fanden sich frühere Aktive der Vereine Wacker, Fortuna 33 und der benachbarten Freien Turnerschaft Buchholz, aus der sich 1923 deren Fußballer als OSV Hannover selbständig gemacht hatten, zusammen und gründeten den TSV Fortuna von 1946 Hannover. Der Turnerbund Sachsenroß verlor im Jahre 1951 sein Domizil an der Clausewitzstraße neben dem Vereinsgelände von Hannover 96. Als neuer Nachbar des TSV Fortuna mündete die Planung für eine Bezirkssportanlage im Zusammenschluss beider Klubs. Der TSV Fortuna Sachsenross pflegt bis heute eine gute Nachbarschaft zum OSV Hannover, mit dem man auf gemeinsame Wurzeln in der Freien Turnerschaft blicken kann.

## Frauenfußball

### Geschichte
Die Fußballerinnen des TSV Fortuna Sachsenross starteten im Jahre 1970 mit Freundschaftsspielen und nahmen erstmals in der Saison 1974/75 an Meisterschaftsspielen teil. Auf Anhieb gelang der Aufstieg in die Bezirksklasse, bevor die Mannschaft im Jahre 1977 in die seinerzeit erstklassige Verbandsliga Niedersachsen auf, mussten aber bereits zwei Jahre später wieder absteigen. 1981 gelang der Wiederaufstieg, ehe die Mannschaft in den Jahren 1985 und 1986 jeweils Vizemeister der Ostgruppe hinter dem VfR Eintracht Wolfsburg wurde. Fehlte zunächst nur ein Punkt auf die Wolfsburgerinnen, so gab ein Jahr später lediglich die Tordifferenz den Ausschlag zu Ungunsten der Hannoveranerinnen. Der TSV Fortuna Sachsenross qualifizierte sich für die neu geschaffene Oberliga Nord. Dort wurde die Mannschaft in der Saison 1987/88 Vizemeister hinter dem FTSV Lorbeer Rothenburgsort und qualifizierte sich erstmals für die Endrunde um die deutsche Meisterschaft. Bei der deutschen Meisterschaft 1988 setzte sich der TSV Fortuna zunächst gegen den FSV Frankfurt und den VfR 09 Saarbrücken durch und stand im Halbfinale dem KBC Duisburg gegenüber. Zwei 1:0-Niederlagen beendeten den Traum von der Meisterschaft. Ein Jahr später wurde die Mannschaft Meister der Oberliga Nord dank der besseren Tordifferenz gegenüber dem VfR Eintracht Wolfsburg. Auf Bundesebene war dann im Viertelfinale Endstation. Nach zwei Siegen gegen den TuS Binzen scheiterten die TSV-Frauen am VfR 09 Saarbrücken. In der Saison 1989/90 wurden die Hannoveranerinnen nur Fünfte, qualifizierten sich aber dank des Verzichts des Polizei SV Bremen für die Bundesliga. Der langjährige Trainer und ehemalige Zweitligaschiedsrichter Hans-Joachim Filipiak übergab das Traineramt an Wolfgang Grzyb.
1990 wurde der Verein ein Gründungsmitglied der Bundesliga und spielte in der Nordgruppe der damals noch zweigleisigen Liga. Lediglich in der Saison 1991/92 musste die Mannschaft lange gegen den Abstieg kämpfen. Mit dem vierten Platz in der Saison 1992/93 wurde die beste Platzierung der Vereinsgeschichte erreicht. Den höchsten Sieg dieser Ära gelang in der 1993/94 beim 10:1 gegen den KBC Duisburg, während 1994/95 die höchste Niederlage hingenommen werden musste, als die TSV-Frauen mit 0:8 bei Grün-Weiß Brauweiler verloren. Die Saison 1996/97 stand im Zeichen der Qualifikation für die eingleisige Bundesliga. Die direkte Qualifikation wurde um Längen verpasst, jedoch setzte sich der von Holger Bartels trainierte TSV Fortuna ungeschlagen in der Relegation gegen den Hamburger SV, den Schmalfelder SV und den TV Jahn Delmenhorst durch. Jedoch verzichtete der Verein auf die Teilnahme, wovon der Hamburger SV als Nachrücker profitierte. Zahlreiche Leistungsträgerinnen wie Anja Hümme, Claudia Müller und Thekla Krause hatten bereits ihre Wechsel zur Konkurrenz verkündet und der Verein schaffte es nicht, neue Sponsoren zu gewinnen. Die Mannschaft spielte ab der Saison 1997/98 in der Bezirksliga Hannover weiter, bevor die Abteilung wenige Jahre später aufgelöst wurde.
Der TSV Fortuna Sachsenross nahm insgesamt achtmal am DFB-Pokal teil. Erstmals gelang die Qualifikation in der  Saison 1987/88. Gleich in der ersten Runde schied die Mannschaft nach einer 1:5-Niederlage gegen den FSV Frankfurt aus. Zweimal erreichte der Club das Viertelfinale. In der Saison 1994/95 scheiterten die TSV-Frauen unglücklich durch eine 2:3-Niederlage nach Verlängerung am SC Klinge Seckach, ein Jahr später kassierten die Hannoveranerinnen eine 0:8-Heimniederlage gegen den FSV Frankfurt. In der Saison 1996/97 verloren die TSV-Frauen in der zweiten Runde gegen den damaligen Zweitligisten Hertha Zehlendorf mit 0:2. Da die Berlinerinnen die gesperrte Ariane Hingst eingesetzt hatten, kam Hannover am grünen Tisch weiter, schied dann aber im Achtelfinale nach einem 1:4 beim FC Eintracht Rheine aus. Der letzte Auftritt im DFB-Pokal war in der Saison 1997/98, wo die Mannschaft in der ersten Runde mit 1:6 beim SV Nagema Neubrandenburg unterlag.

### Erfolge
| - DFB-Pokal: Viertelfinale 1995, 1996 - Mitglied der Bundesliga 1990–1997 - Meister der Oberliga Nord: 1989 | - Deutsche Meisterschaft: Halbfinale 1988 - Niedersachsenpokalsieger: 1987 - Niedersachsenmeister der B-Juniorinnen: 1987–1991 |

### Statistik
Rot unterlegte Platzierungen kennzeichnen einen Abstieg.
| Saison  | Liga                           | Platz         | S             | U             | N             | Tore          | Punkte        | Meisterschaft      | DFB-Pokal          |
| ------- | ------------------------------ | ------------- | ------------- | ------------- | ------------- | ------------- | ------------- | ------------------ | ------------------ |
| 1977/78 | Verbandsliga Niedersachsen-Ost | 05.           |               |               |               | 17:29         | 17:19         | nicht qualifiziert | nicht ausgetragen  |
| 1978/79 | Verbandsliga Niedersachsen-Ost | 10.           |               |               |               | 08:42         | 03:33         | nicht qualifiziert | nicht ausgetragen  |
| 1981/82 | Landesliga Niedersachsen-Ost   | 04.           |               |               |               | 32:23         | 22:14         | nicht qualifiziert | nicht qualifiziert |
| 1982/83 | Landesliga Niedersachsen-Ost   | 07.           |               |               |               | 26:28         | 13:19         | nicht qualifiziert | nicht qualifiziert |
| 1983/84 | Landesliga Niedersachsen-Ost   | 04.           |               |               |               | 25:23         | 16:16         | nicht qualifiziert | nicht qualifiziert |
| 1984/85 | Landesliga Niedersachsen-Ost   | 02.           |               |               |               | 60:14         | 30:06         | nicht qualifiziert | nicht qualifiziert |
| 1985/86 | Landesliga Niedersachsen-Ost   | 02.           |               |               |               | 59:19         | 30:06         | nicht qualifiziert | nicht qualifiziert |
| 1986/87 | Oberliga Nord                  | 04.           | 09            | 6             | 03            | 49:24         | 24:12         | nicht qualifiziert | nicht qualifiziert |
| 1987/88 | Oberliga Nord                  | 02.           | 14            | 7             | 01            | 61:25         | 35:09         | Halbfinale         | Achtelfinale       |
| 1988/89 | Oberliga Nord                  | 01.           | 15            | 3             | 02            | 67:21         | 33:07         | Viertelfinale      | nicht qualifiziert |
| 1989/90 | Oberliga Nord                  | 05.           | 13            | 3             | 06            | 46:29         | 29:15         | nicht qualifiziert | nicht qualifiziert |
| 1990/91 | Bundesliga Nord                | 07.           | 05            | 5             | 08            | 26:38         | 15:21         | nicht qualifiziert | nicht qualifiziert |
| 1991/92 | Bundesliga Nord                | 08.           | 06            | 4             | 10            | 22:39         | 16:24         | nicht qualifiziert | 2. Runde           |
| 1992/93 | Bundesliga Nord                | 04.           | 09            | 3             | 06            | 32:26         | 21:15         | nicht qualifiziert | Achtelfinale       |
| 1993/94 | Bundesliga Nord                | 05.           | 08            | 3             | 07            | 38:37         | 19:17         | nicht qualifiziert | 1. Runde           |
| 1994/95 | Bundesliga Nord                | 05.           | 09            | 1             | 08            | 41:41         | 19:17         | nicht qualifiziert | Viertelfinale      |
| 1995/96 | Bundesliga Nord                | 05.           | 07            | 2             | 09            | 31:50         | 23            | nicht qualifiziert | Viertelfinale      |
| 1996/97 | Bundesliga Nord                | 06.           | 04            | 4             | 10            | 24:45         | 16            | nicht qualifiziert | Achtelfinale       |
| 1996/97 | Relegation zur Bundesliga      | 01.           | 04            | 2             | 0             | 14:06         | 14            | nicht qualifiziert | Achtelfinale       |
| 1997/98 | Bezirksliga Hannover           | nicht bekannt | nicht bekannt | nicht bekannt | nicht bekannt | nicht bekannt | nicht bekannt | nicht qualifiziert | 1. Runde           |

## Männerfußball

### Geschichte
Die Männer des TSV Fortuna stiegen im Jahre 1956 in die seinerzeit drittklassige Amateurliga Hannover auf. Dort wurden sie 1958 Dritter und ein Jahr später Vizemeister hinter den Amateuren von Hannover 96. 1964 verpasste die Mannschaft die Qualifikation für die neu geschaffene Verbandsliga und spielte in der Bezirksliga Hannover weiter. Aus dieser stieg der TSV Fortuna im Jahre 1969 ab. Nach der Fusion zum TSV Fortuna Sachsenross gelang im Jahre 1976 der Wiederaufstieg in die Bezirksliga, dem zwei Jahre später der erneute Abstieg in die Bezirksklasse folgte. Doch schon in der folgenden Saison 1978/79 gelang bei der Ligareform die erneute Qualifikation für die Bezirksliga.
In der Bezirksliga wurde der TSV 1981 Vizemeister hinter Borussia Hildesheim, musste aber fünf Jahre später in die Bezirksklasse absteigen. Erst 1996 gelang der Wiederaufstieg in die Bezirksliga, wo die von Peter Rühmkorb trainierte Mannschaft als Vizemeister hinter Werder Hannover den Durchmarsch in die Landesliga Hannover schaffte. Im Jahre 2002 stieg der TSV dann in die Niedersachsenliga auf. Größter Erfolg war der sechste Platz in der Saison 2004/05. Doch bereits in der Saison 2006/07 mussten die Fortunen als Tabellenletzter wieder absteigen. Zwei Jahre später folgte der Abstieg in die Bezirksliga, der jedoch schon in der folgenden Saison 2009/10 durch den direkten Wiederaufstieg wettgemacht wurde. Im Jahre 2014 stiegen die Fortunen erneut in die Bezirksliga ab und spielen seit dem Abstieg im Jahre 2016 in der Kreisliga.

### Erfolge
- Meister der Landesliga Hannover: 2002
- Bezirkspokalsieger Hannover: 2003[7]

## Persönlichkeiten
- Kofi Amoako, Bundesligaspieler beim VfL Wolfsburg
- Husseyn Chakroun, wurde libanesischer Nationalspieler
- Norbert Dölitzsch, Zweitligaspieler beim TuS Schloß Neuhaus
- Anja Hümme, vier Länderspiele
- Thekla Krause, fünf Länderspiele
- Ursula McKnight, Bundesligaspielerin
- Claudia Müller, Europameisterin 1997 und 2001, 45 Länderspiele, 22 Tore
- Peter Rühmkorb, zuvor Bundesligaspieler bei Hannover 96
- Dieter Schatzschneider, Bundesligaspieler beim Hamburger SV und dem FC Schalke 04
- Mirko Slomka, Bundesligatrainer beim FC Schalke 04, Hannover 96, Hamburger SV und VfL Bochum
- Katja Wittfoth, Bundesligaspielerin
- Natascha Wiggers, Bundesligaspielerin